# Anomodon attenuatus
Anomodon attenuatus là một loài Rêu trong họ Thuidiaceae. Loài này được (Hedw.) Huebener mô tả khoa học đầu tiên năm 1833.

## Hình ảnh

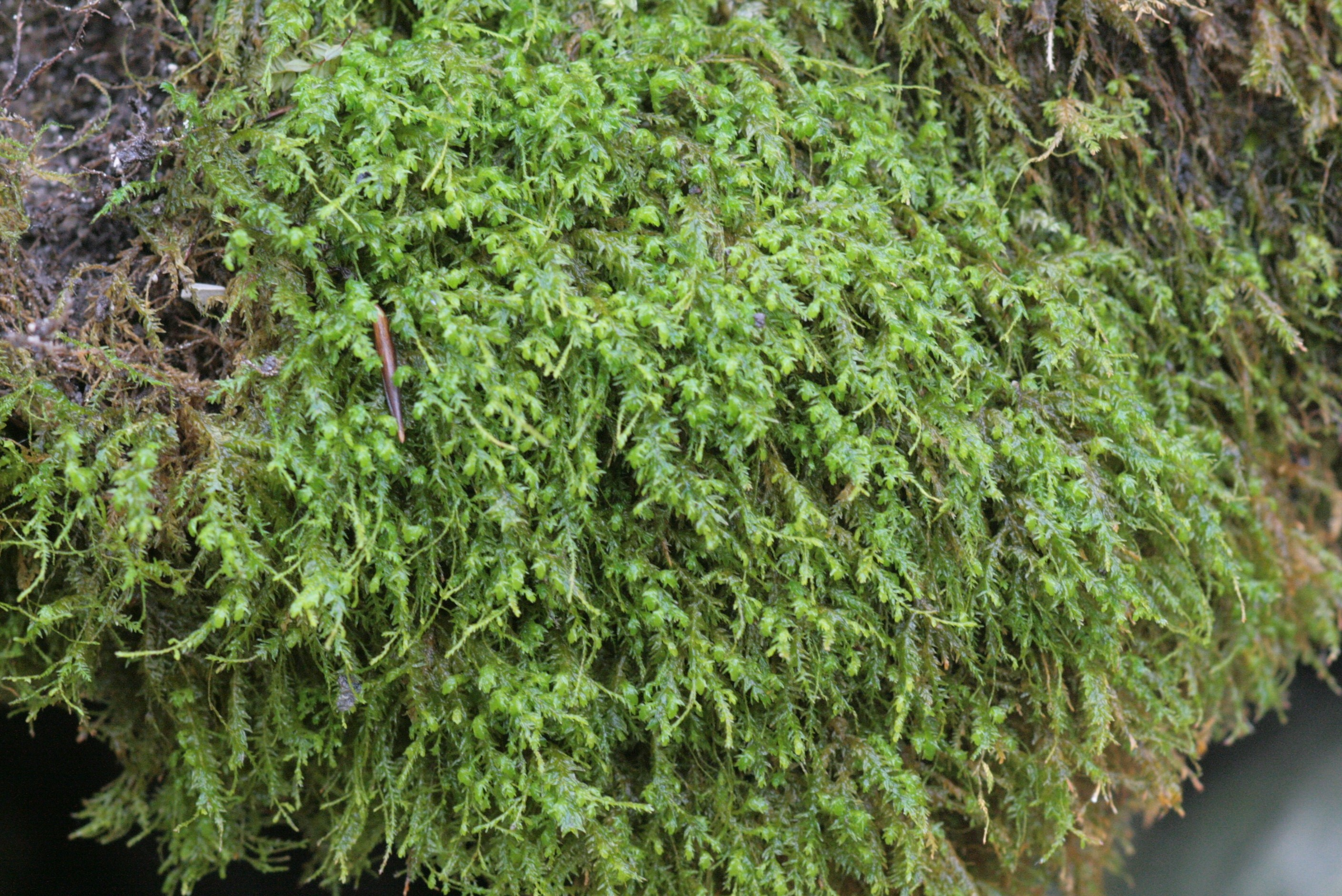
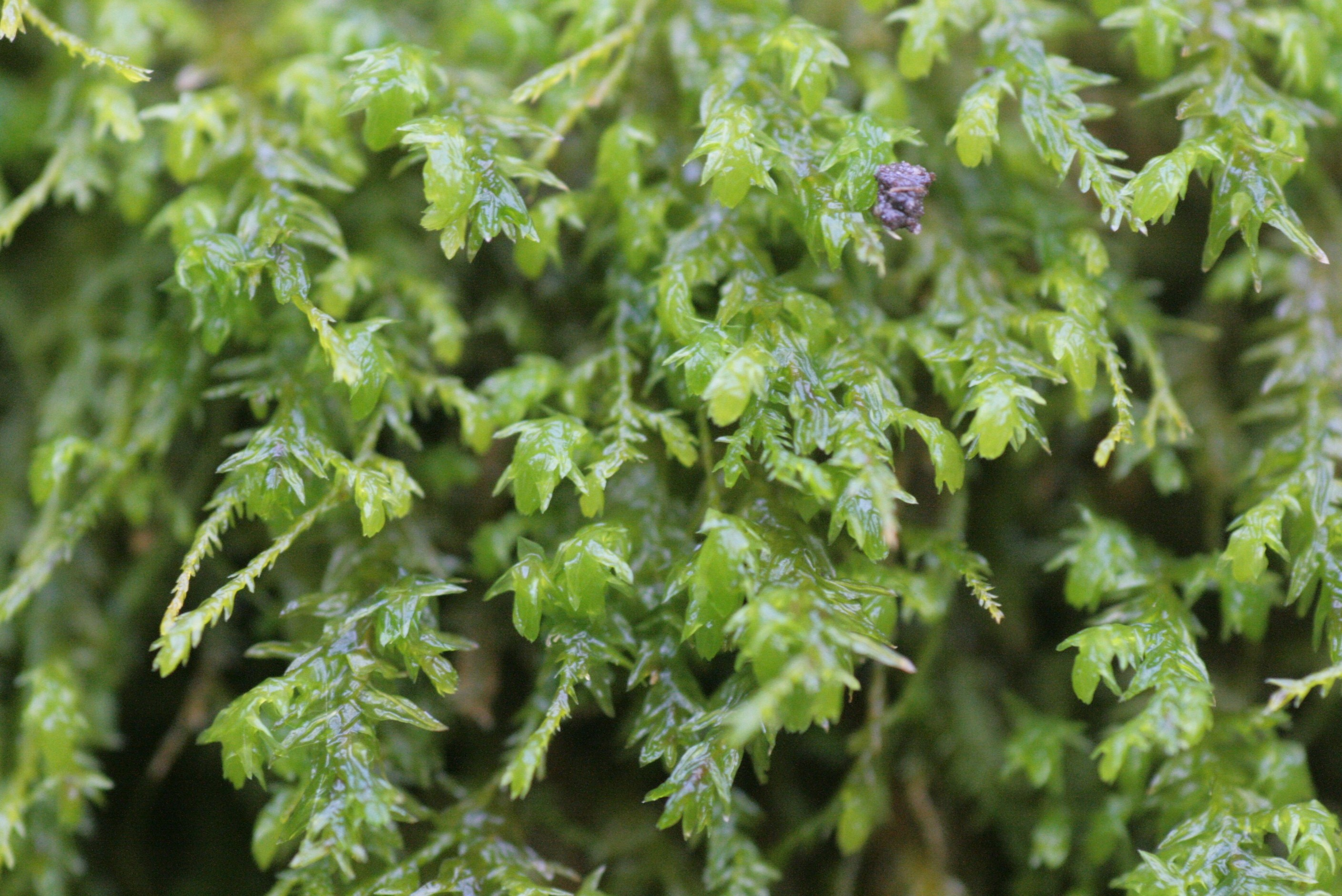
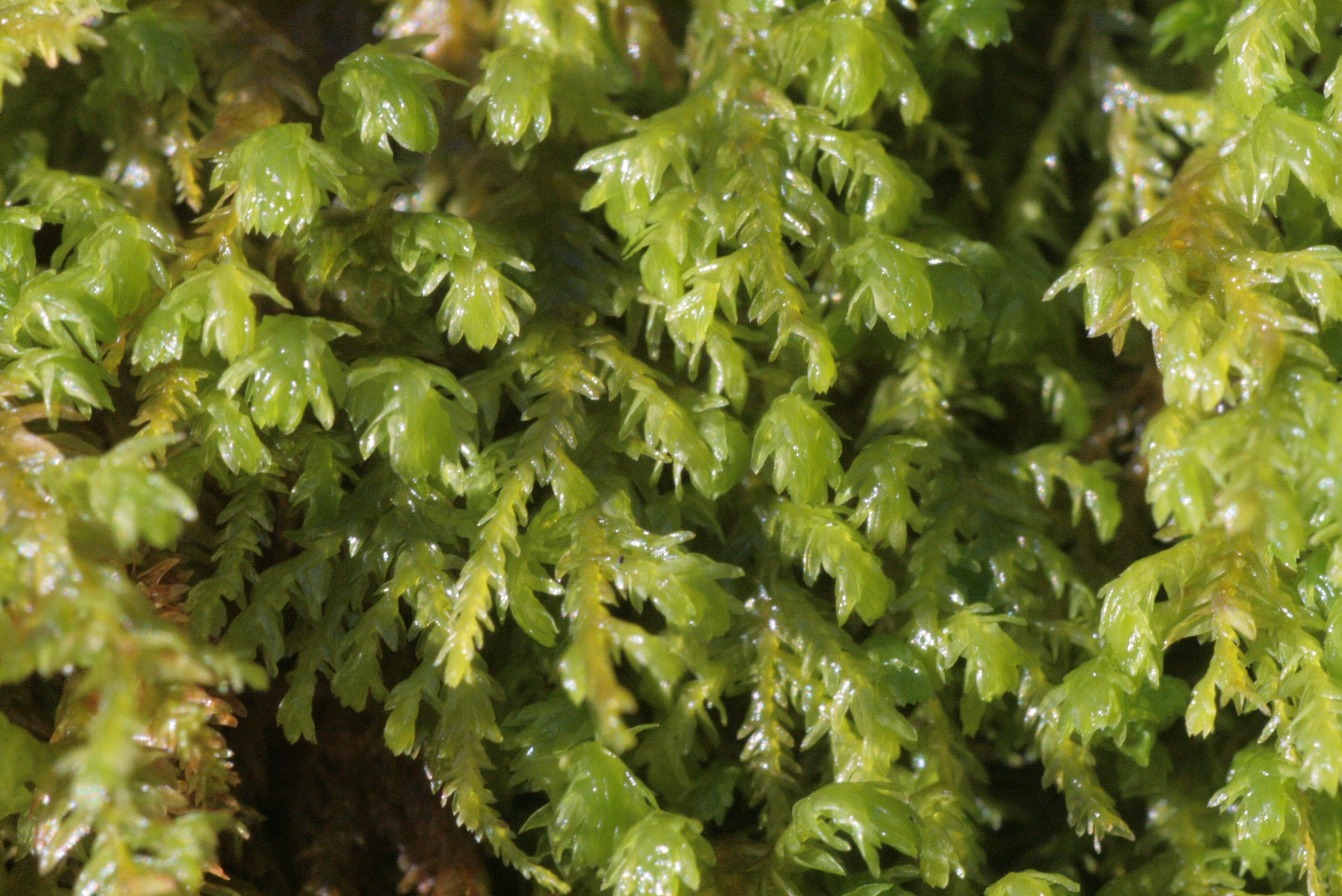
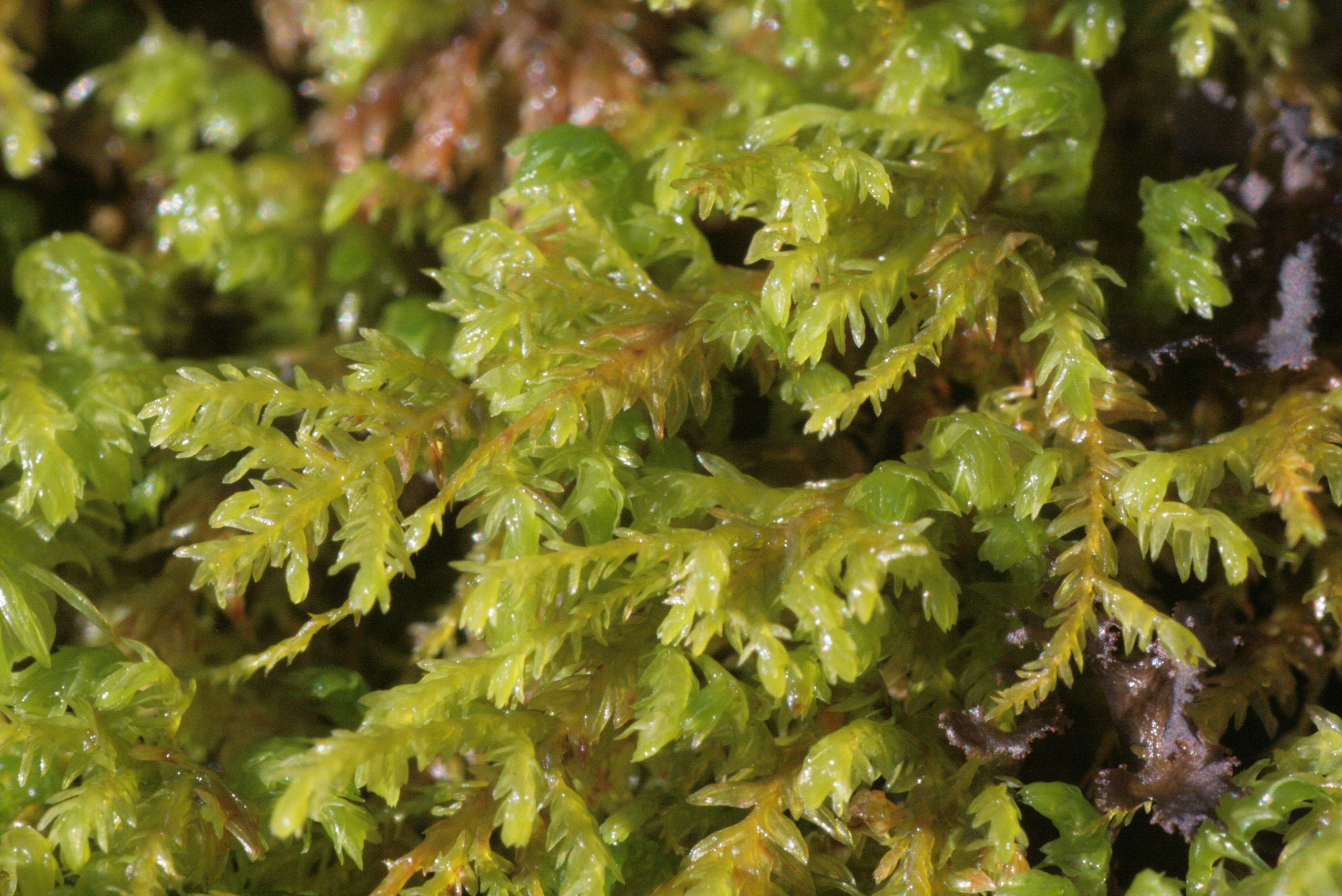